# 连二亚硫酸钠
連二亞硫酸鈉（英語：sodium dithionite），又稱二硫亞磺酸鈉、低亚硫酸钠（英語：sodium hydrosulfite)，俗稱保险粉，化學式為Na2S2O4，是白色結晶粉末，有硫磺氣味。在乾燥空氣中穩定，在熱水和酸溶液中分解。

## 結構
結構已通過拉曼光譜和單晶X射線衍射進行檢查。連二亞硫酸根離子有C2對稱群，有16°的O-S-S-O扭轉角。二水合物（Na
2S
2O
4·2H
2O）的連二亞硫酸根陰離子具有約56°的O-S-S-O扭轉角。
弱S-S鍵的S-S距離239pm，相對於典型的S-S鍵被延長了30pm。由於這種鍵很脆弱，連二亞硫酸鹽陰離子在溶液中解離成[SO2]−自由基，已被EPR光譜證實。還觀察到在中性或酸性溶液中，35S在S2O42−和SO2之間快速交換，與陰離子中的弱S-S鍵一致。

## 製備
連二亞硫酸鈉在工業上通過還原二氧化硫生產。1990年生產了大約300000噸。
使用鋅粉法為兩步過程：
2 SO2 + Zn =  ZnS2O4
ZnS2O4 + 2 NaOH =  Na2S2O4 + Zn(OH)2
使用甲酸鈉法製備：
HCOONa + NaOH + 2 SO2 = Na2S2O4 + CO2 + H2O
使用硼氫化鈉法製備：
NaBH4 + 8 NaOH + 8 SO2 = 4 Na2S2O4 + NaBO2  + 6 H2O
每份H−還原兩份二氧化硫。甲酸鹽也可被用作還原劑。

## 性質和反應

### 水解
連二亞硫酸鈉乾燥時穩定，但水溶液由於以下反應而變質：
2 S2O42− + H2O = S2O32− + 2 HSO3−
這是由於連二亞硫酸的不穩定性導致的。因此連二亞硫酸鈉溶液不能長期儲存。
無水連二亞硫酸鈉在空氣中90°C以上會分解成硫酸鈉和二氧化硫。沒有空氣的情況下，在150°C以上會迅速分解為亞硫酸鈉、硫代硫酸鈉、二氧化硫和微量硫。

### 氧化還原反應
連二亞硫酸鈉是一種還原劑。在pH為7時，與標準氫電極相比，電位為-0.66V。氧化還原隨著亞硫酸氫鹽的形成而發生：
S2O42- + 2 H2O = 2 HSO3−  +  2 e− + 2 H+
連二亞硫酸鈉與氧氣反應：
Na2S2O4 + O2 + H2O = NaHSO4 + NaHSO3
這些反應表現出複雜的pH依賴性平衡，包括亞硫酸氫鹽、硫代硫酸鹽和二氧化硫。

### 有機反應
在醛的存在下，連二亞硫酸鈉在室溫下反應形成 α-羥基亞磺酸鹽，或者在85°C以上溫度下將醛還原為相應的醇。一些酮也在類似條件下被還原。

## 應用
由於是水溶性的，連二亞硫酸鈉在一些工業染色過程中用作還原劑。在硫化染料和還原染料的情況下，不溶於水的染料可以還原成水溶性鹼金屬鹽（如靛藍）。

## 安全性
連二亞硫酸鈉的廣泛使用部分歸於其低毒性，LD50為2.5g/kg（大鼠，口服）。